# Echis carinatus
Espèce
Synonymes
- Pseudoboa carinata Schneider, 1801
- Echis multisquamatus Cherlin, 1981
- Echis carinatus multisquamatus Cherlin, 1981
- Echis carinatus sinhaleyus Deraniyagala, 1951
- Echis carinatus astolae Mertens, 1970

Echis carinatus, l'Échide carénée, est une espèce de serpents de la famille des Viperidae. 

## Description

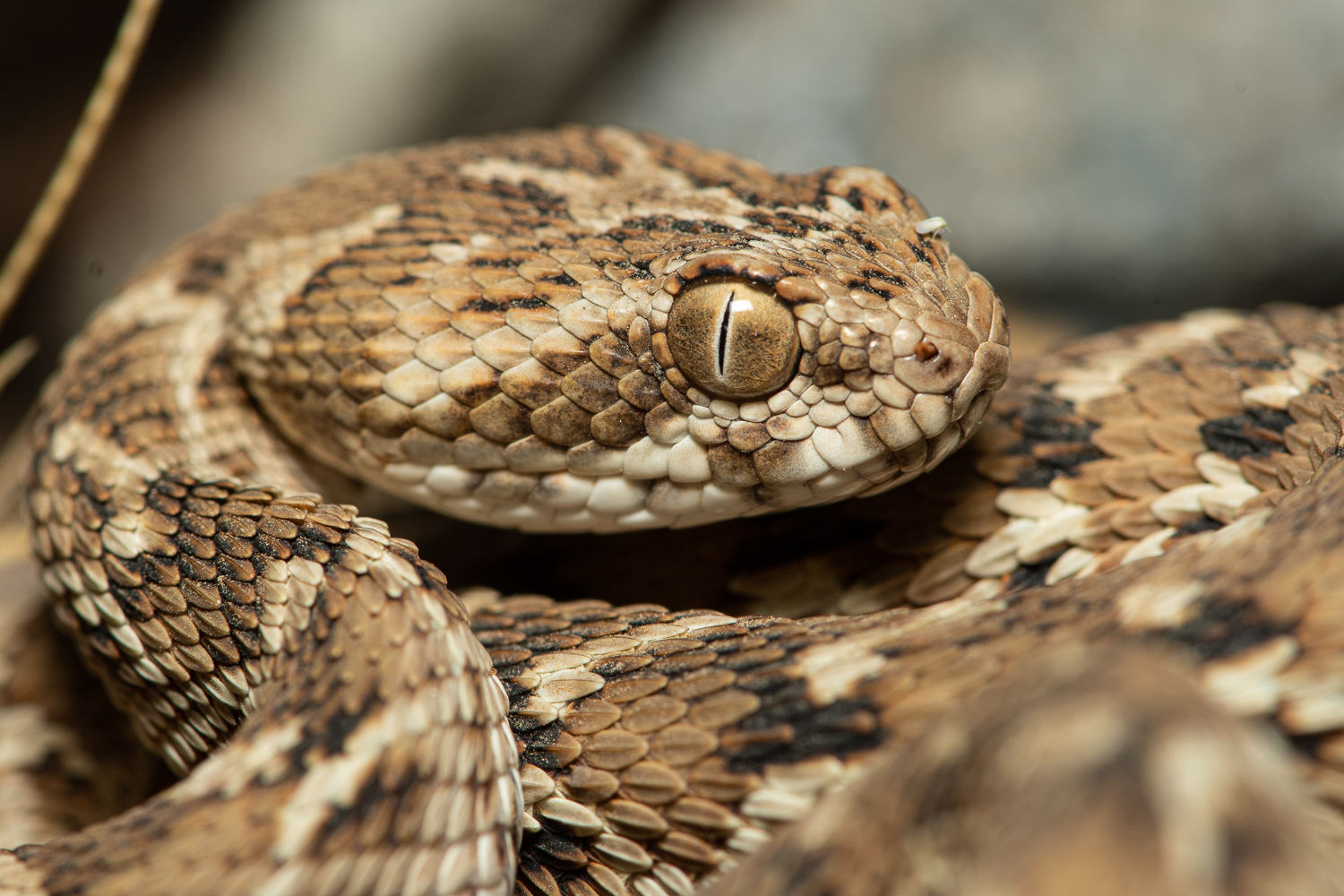
Tête d’Echis carinatus sochureki

L'Échide carénée est une petite vipère. La sous-espèce Echis carinatus sochureki, qui a l'aire de répartition la plus vaste, mesure entre 38 et 60 cm de longueur à l'âge adulte, rarement plus, pour un maximum de 73 cm voire 80 cm selon les sources. La sous-espèces Echis carinatus carinatus, qui peuple la péninsule indienne, est plus petite et mesure généralement moins de 40 cm.
Sa tête est particulièrement courte et globuleuse, couverte de petites écailles, avec des yeux de grande taille. Les écailles sont carénées et se chevauchent légèrement, donnant un aspect sec et rugueux au serpent.
En cas de danger, cette espèce frotte les écailles de ses flancs, en ondulant rapidement tout son corps en une position pliée en trois ou quatre, pour émettre un son continu, qui rappelle celui des serpents à sonnettes qui le font avec leur cascabelle. Ce bruit peut être émis car les écailles carénées des flancs sont en position oblique et non horizontale.

## Répartition et habitat
La répartition de l'Échide carénée va de l'Irak (à l'est du pays) jusqu'au Bangladesh (uniquement à l’extrême ouest) et au Sri Lanka, en passant par une grande partie l'Iran (le sud et l'est) et de l’Afghanistan et presque tout le Pakistan. En Inde on trouve l'espèce dans la plus grande partie du pays, du Gange à l’extrême sud du Deccan. Au nord son aire monte jusqu'en Asie centrale au Turkménistan et en Ouzbékistan, entre la côte de la mer Caspienne et le Tadjikistan. On trouve une aire séparée dans les régions littorales du sud-est de la péninsule Arabique, de la côte orientale de l'Arabie saoudite à l'Oman en passant par le Qatar et les Émirats arabes unis. 
Cette espèce est particulièrement adaptable et c'est la plus polyvalente des échides, car on la trouve aussi bien dans les déserts chauds ou tempérés, de sable ou de roche, que dans les régions tropicales humides et luxuriantes de la côte de Malabar. Elle est essentiellement terrestre, mais on la trouve parfois perchée assez haut dans les buissons.

## Alimentation

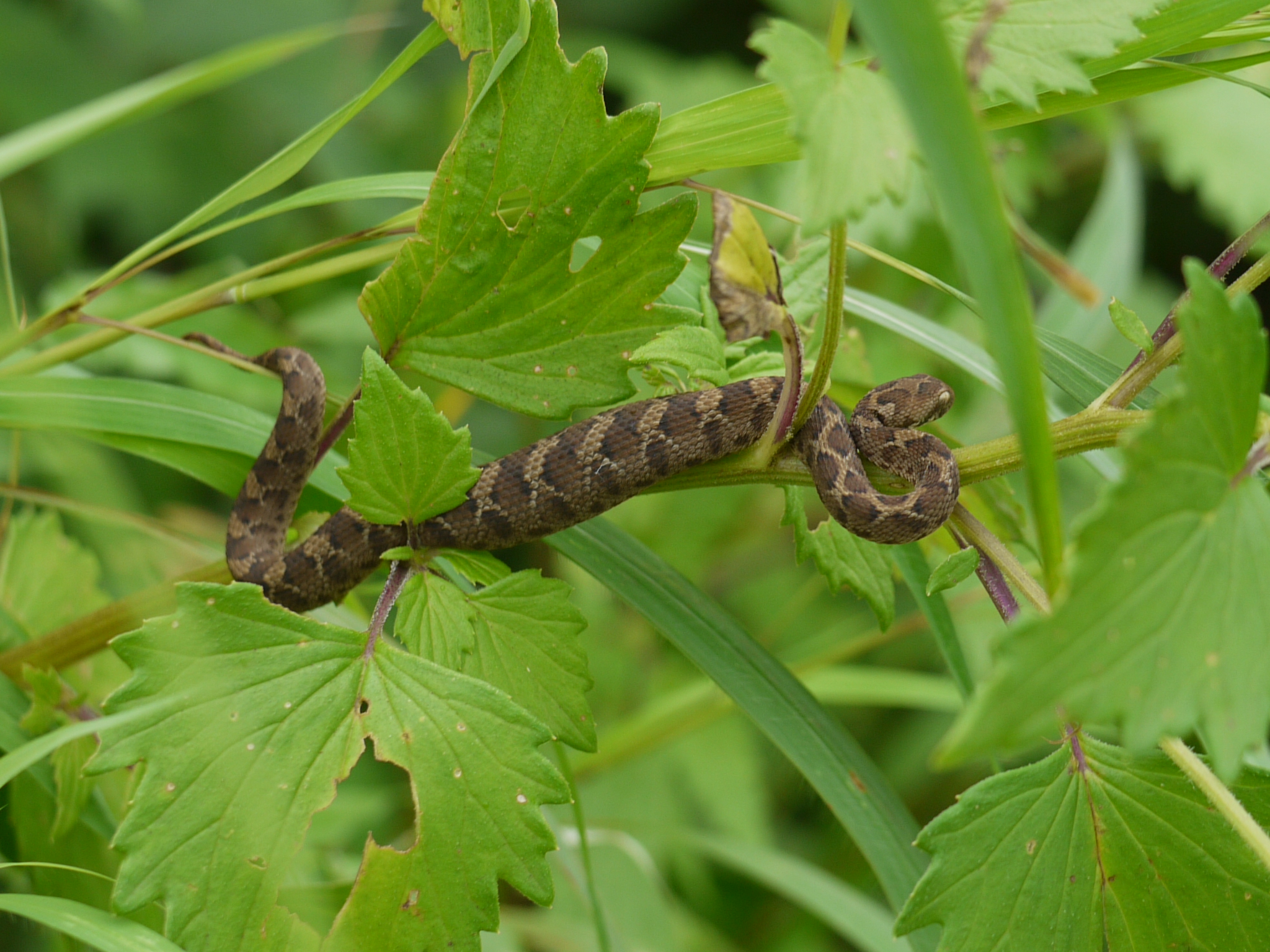
Echis carinatus grimpe parfois dans la végétation pour trouver des proies ou pour se reposer.

Il se nourrit de lézards, de grenouilles, de scorpions, de mille-pattes et d'insectes.

## Venimosité
C'est un serpent venimeux à denture solénoglyphe, comme tous les Vipéridés.
Son venin principalement hémotoxique et anticoagulant conduit souvent à des complications rénales, et des saignements du nez, des oreilles, des yeux, des gencives et des ongles, et parfois une forte nécrose du membre mordu. 
Echis carinatus peut être considéré comme l'un des serpents les plus dangereux d'Asie essentiellement parce qu'il est difficilement détectable car petit, qu'il est commun et parfois abondant, qu'il est nocturne, que sa défense est extrêmement agressive et qu'il possède un venin très puissant (il serait cinq fois plus puissant que celui du cobra indien). Enfin, il est présent dans des régions faiblement développées où l'accès aux soins est difficile. L'utilisation de certains sérums antivenins permet néanmoins de combattre les effets d'une envenimation. Toutefois même avec l'administration d'un de ces sérums, il n'est pas rare que sa morsure conduise à la mort,.
L'ensemble de ces facteurs explique que ce serpent soit responsable d'un grand nombre d'envenimations mortelles chaque année.
Il fait partie des Big Four, le classement des quatre serpents les plus dangereux d'Inde avec le cobra à lunettes, la vipère de Russell et le bongare indien.

## Liste des sous-espèces
Selon The Reptile Database (19 décembre 2013) :
- Echis carinatus carinatus (Schneider, 1801), dans la péninsule Indienne,
- Echis carinatus sochureki (Stemmler, 1969), au Moyen-Orient et en Asie centrale, ainsi qu'au Pakistan et au nord-ouest de l'Inde.

## Galerie

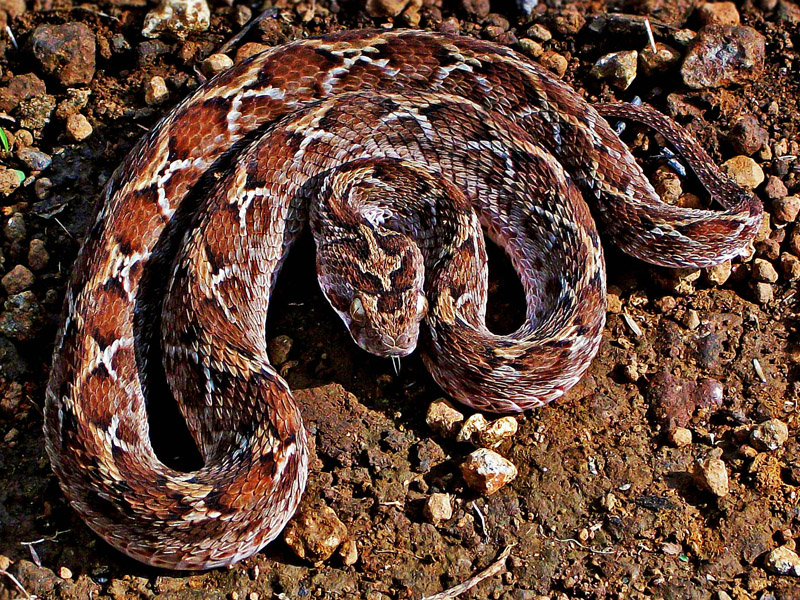
Echis carinatus carinatus, Inde, en train d'onduler pour frotter les écailles de ses flancs.
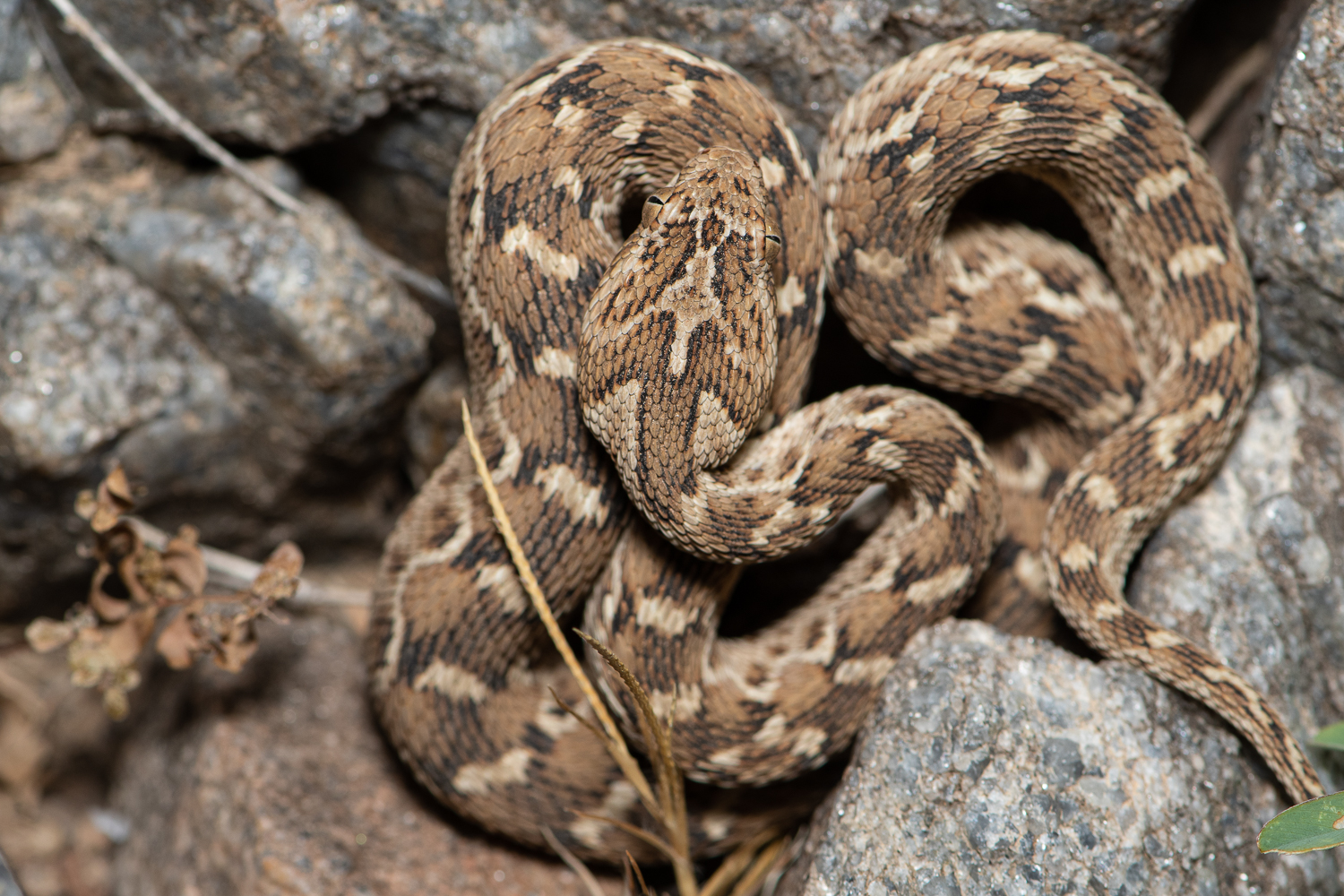
Echis carinatus sochureki
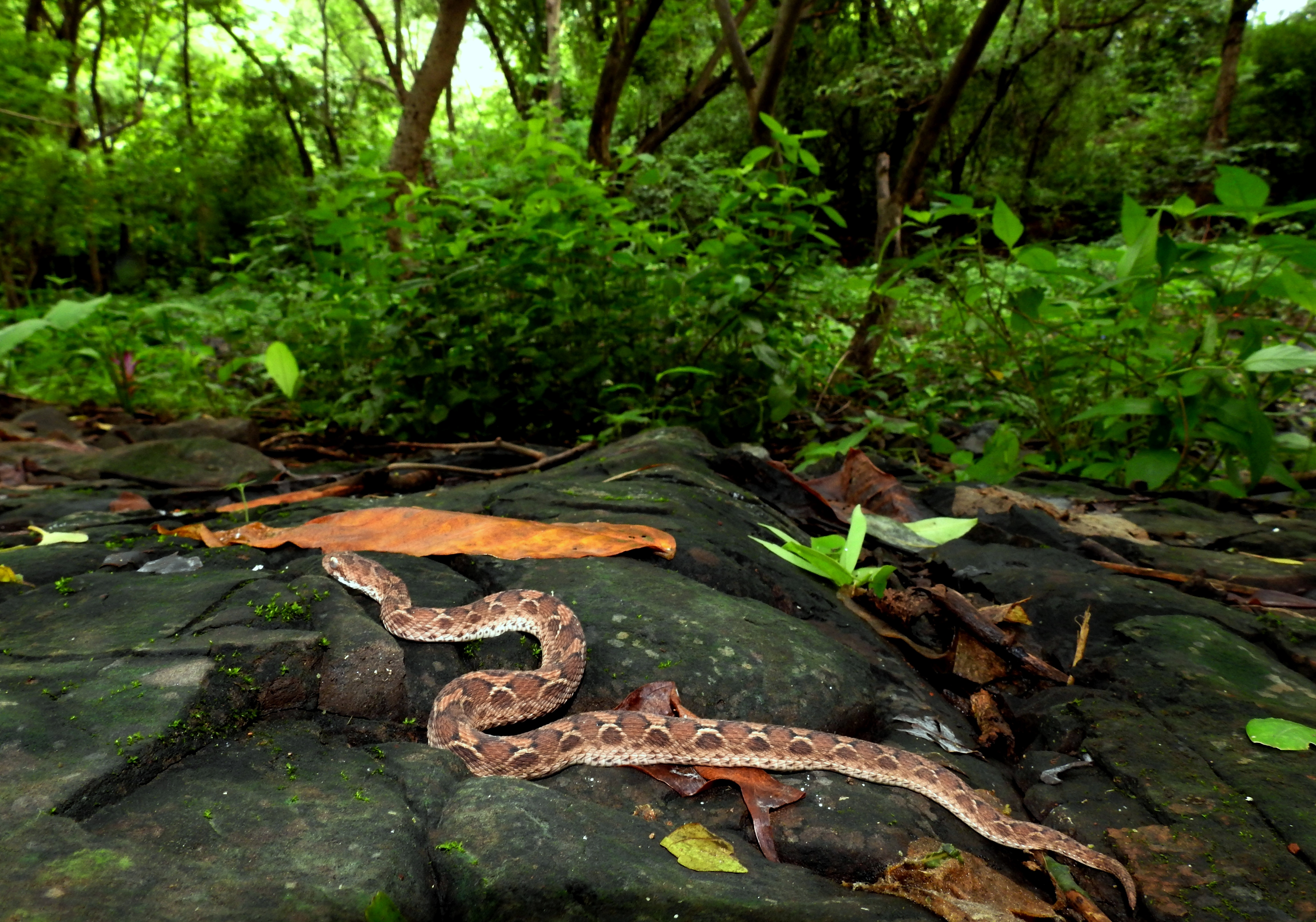
Echis carinatus ne vit pas que dans les régions arides.
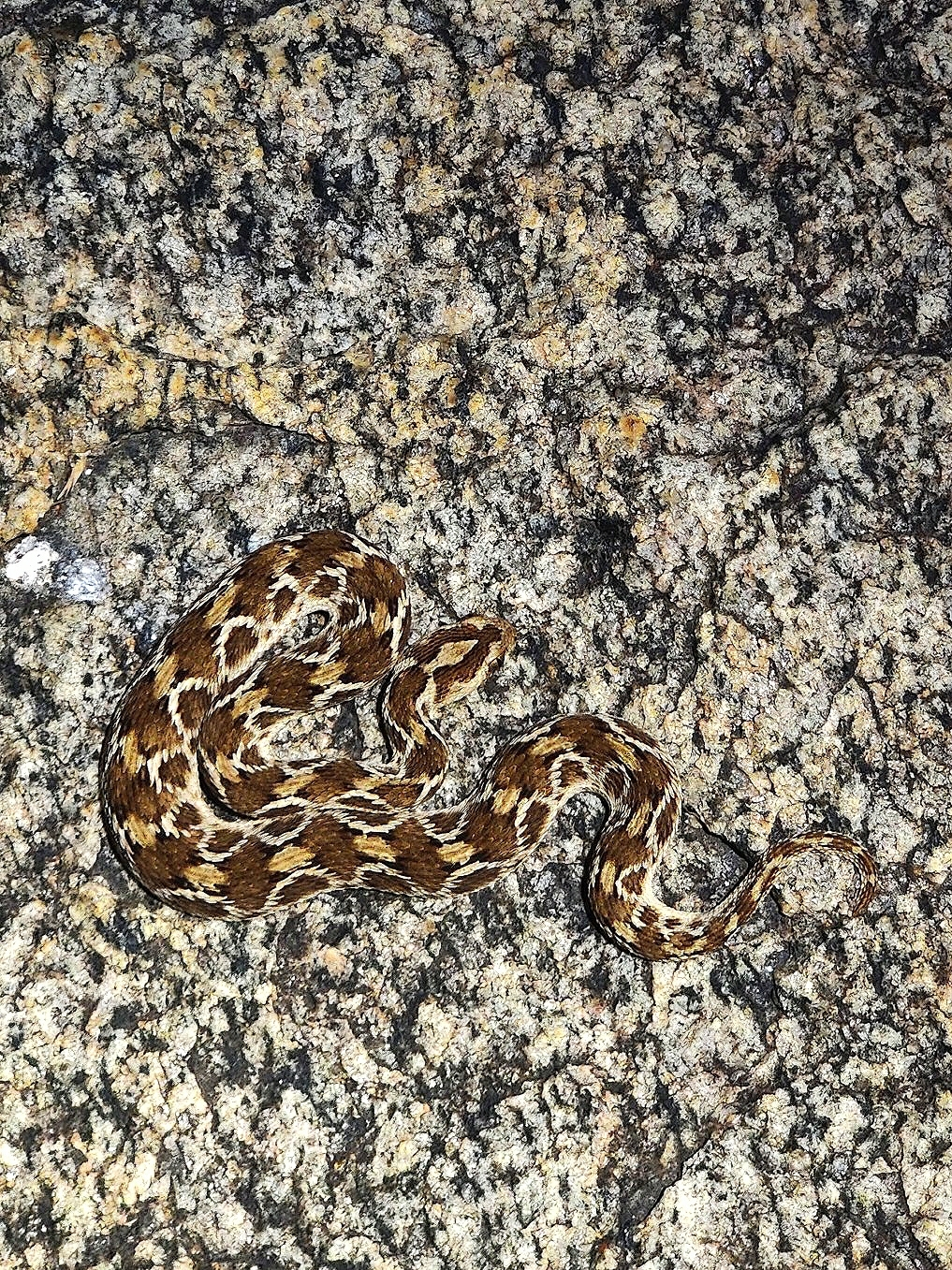
Mimétisme sur la roche.
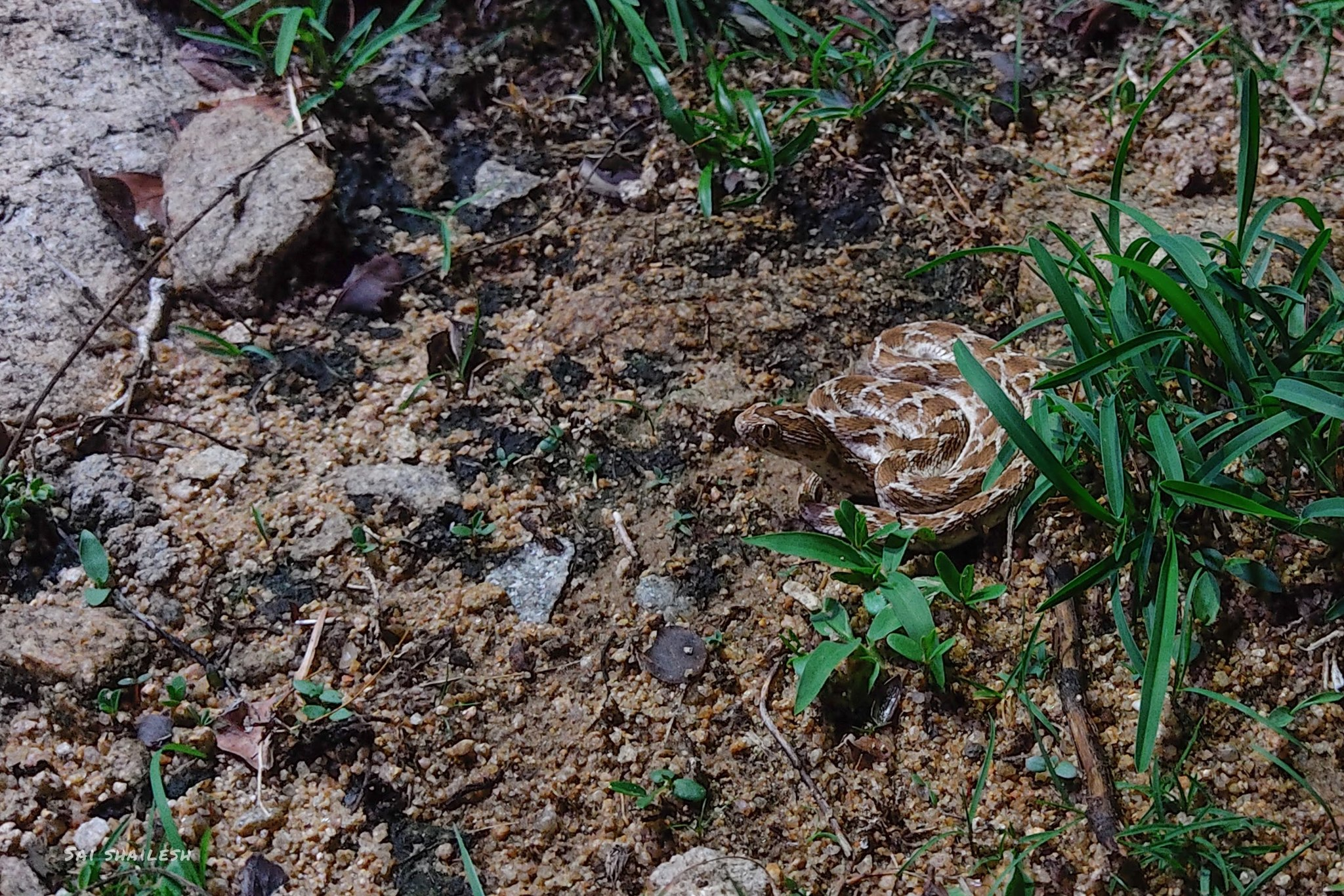
C'est un petit serpent difficile à détecter.
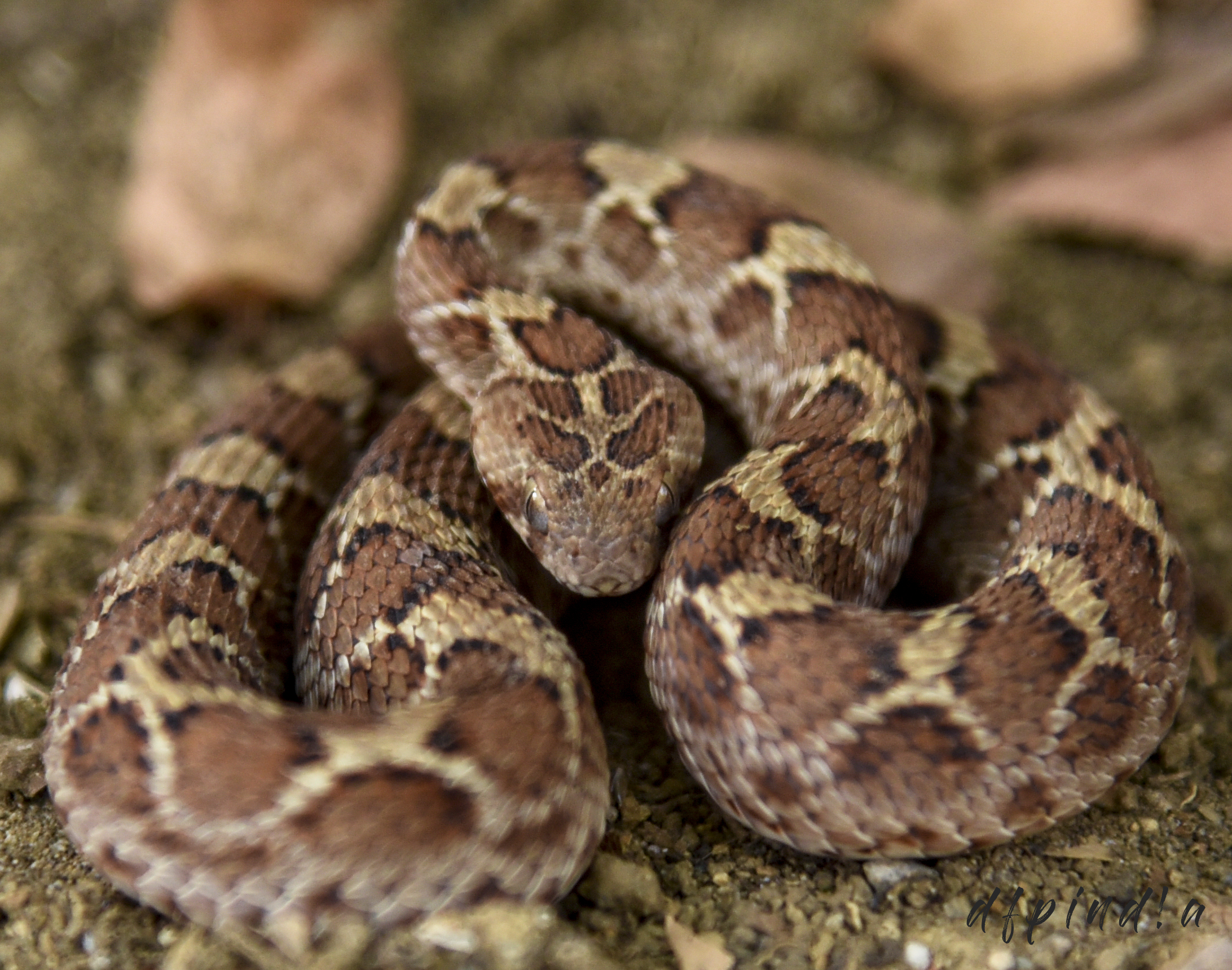
Autre spécimen.

## Confusion possible
Une couleuvre inoffensive, Boiga trigonata, commune dans une partie de l'aire de répartition d’Echis carinatus, ressemble fortement à cette dernière, jusqu'à la forme des yeux qui est très semblable. Elle se reconnait pourtant bien à ses écailles lisses, à l'écaillure de la tête et sa morphologie plus effilée avec une longue queue. Leur comportement face au danger est aussi très différent : Boiga trigonata se dresse, souffle et peut ouvrir la gueule pour menacer, alors qu’Echis carinatus ondule replié sur lui même au sol en frottant ses écailles d'une manière très caractéristique.

## Étymologie
Cette espèce est nommée en raison des écailles carénées qu'elle porte sur le dos et les flancs. La sous-espèce Echis carinatus sochureki est nommée en l'honneur d'Erich Sochurek.

## Publications originales
- Schneider, 1801 : Historiae Amphibiorum naturalis et literariae. Fasciculus secundus continens Crocodilos, Scincos, Chamaesauras, Boas. Pseudoboas, Elapes, Angues. Amphisbaenas et Caecilias. Frommani, Jena, p. 1-374 (texte intégral).
- Stemmler, 1969 : Die Sandrasselotter aus Pakistan: Echis carinatus sochureki subsp. nov.. AquaTerra, vol. 6, p. 118-125.
- Trutnau, 1998 : Schlangen im Terrarium, Band 2 : Giftschlangen